# Richard Vogt (Ingenieur)

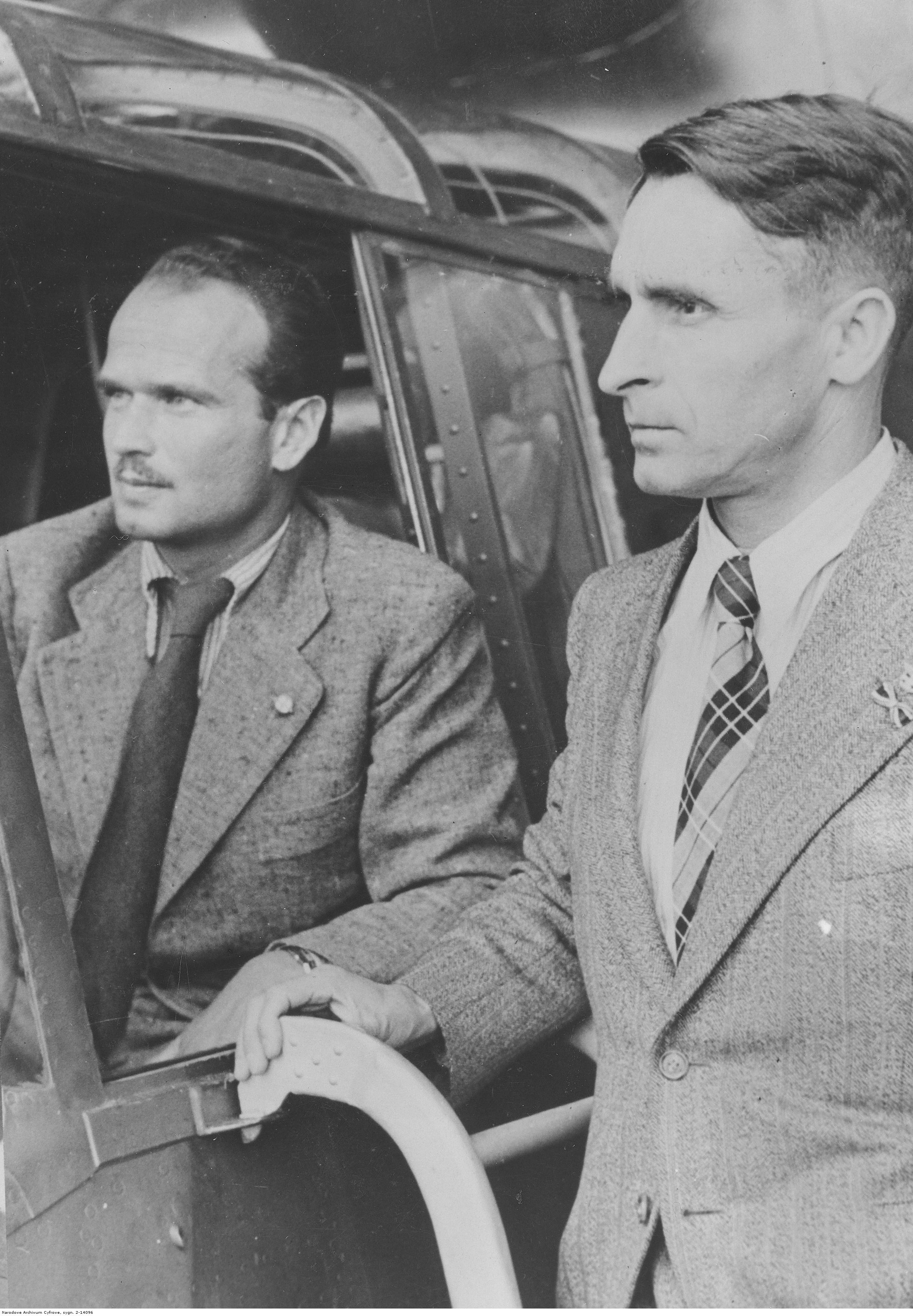
Richard Vogt und Blohm-&-Voss-Cheftestpilot Helmut Wasa Rodig (links) an einer BV 138

Richard Vogt (* 19. Dezember 1894 in Schwäbisch Gmünd; † Januar 1979 in Santa Barbara, Kalifornien, USA) war ein deutscher Ingenieur und Flugzeugkonstrukteur.

## Leben
Richard Vogt war das siebte von zwölf Kindern und ging in Cannstatt bei Stuttgart zur Schule. Dort konnte er unter anderem erste Flugversuche von Ernst Heinkel beobachten. Das führte zusammen mit einem Freund zu einem ersten eigenen Flugzeugentwurf, den er im Jahre 1912 mit polizeilicher Genehmigung auf der Mutlanger Heide erfolglos erprobte. Nach dem Abitur war er ein Jahr bei einer Maschinenfabrik in Ludwigshafen tätig. Nach einer Verwundung im Ersten Weltkrieg erhielt er auf eigenen Wunsch eine Pilotenausbildung in Halberstadt. Nach seiner Entlassung im August 1916 traf er beim Luftschiffbau Zeppelin in Friedrichshafen mit Claude Dornier zusammen, der ihn förderte. Nach dem Krieg absolvierte er innerhalb von zwei Jahren ein Studium an der TH Stuttgart und war anschließend bis 1922 Assistent von Professor Baumann am Institut für Luft- und Kraftfahrwesen. Dort meldete er sein erstes Patent an und promovierte zum Dr.-Ing. Er entwickelte zu dieser Zeit auch den RIVO-Kleinwagen mit Luftschraubenantrieb, den er 1921 auf der 14. Internationalen Automobil-Ausstellung in Berlin präsentierte.
Im Auftrag von Claude Dornier ging er anschließend kurzzeitig nach Italien und dann von 1923 bis 1933 zu Kawasaki nach Kōbe in Japan, wo Dornier-Flugzeuge in Lizenz gebaut wurden. Dort konstruierte er mehrere Flugzeuge, zum Schluss als Chefkonstrukteur des Unternehmens: Typ 92 (Doppeldecker-Jagdflugzeug), KDA-2 (Doppeldecker-Aufklärer, 1927, 707 Stück gebaut), KDA-3 (Jagdeinsitzer, 1928), KDA-5/Typ 92-I (Doppeldecker-Jagdflugzeug, 1932, mit Takeo Doi, 380 Stück gebaut). Zu seinem Nachfolger wurde der von ihm mit ausgebildete Takeo Doi, der später die Ki-61 Hien entwarf.
Im Jahr 1933 erhielt er unter anderem von Blohm & Voss das Angebot, als Chefkonstrukteur tätig zu werden. Sein zweiter Entwurf dort wurde die Ha 137 mit dem für ihn auch später typischen durchgehenden Rohrholm mit integriertem Treibstofftank. Auch die BV 138, die Ha 139, die Ha 140, BV 141 und die Flugboote BV 222 und BV 238 entstand dort unter seiner Federführung bzw. maßgeblichen Beteiligung. Der Entwurf P 200 für ein achtmotoriges Flugboot mit 8.000 km Reichweite konnte nicht realisiert werden. Sein Entwurf für den Höhenjäger BV 155 konnte jedoch Ende 1944 bzw. Anfang 1945 noch zu seinem Erstflug starten. Verschiedene Strahljägerentwürfe verblieben im Reißbrettstadium.
Nach Kriegsende wurde er zunächst von den Briten vernommen, dann aber kurzfristig von den United States Army Air Forces im Rahmen der Operation Paperclip angefordert und in die Vereinigten Staaten gebracht, wo er ab Beginn des Jahres 1947 bis 1954 als Zivilangestellter für das Forschungslabor der US Air Force in Dayton (Ohio) tätig war. Anschließend wurde er Chefkonstrukteur der Aerophysics Development Corporation bis zu deren Geschäftsaufgabe im Jahre 1960. Ab August 1960 bis August 1966 war er Mitarbeiter von George Schairer in der Forschungs- und Versuchsabteilung von Boeing. Dort befasste er sich u. a. mit Senkrechtstartern und Tragflächenbooten. Seine letzte Aufgabe war die Nachberechnung der Boeing-747-Auslegung. In seinem Ruhestand arbeitete er unter anderem an der Erfindung eines kentersicheren Segelbootes und schrieb seine Memoiren. Ein Brand im Jahre 1977 vernichtete sein Haus mit den meisten persönlichen und vielen technischen Unterlagen. Im Januar 1979 starb er an einem Herzinfarkt.
Richard Vogt war verheiratet und hatte zwei Söhne.
Im Schwäbisch Gmünder Stadtteil Rehnenhof-Wetzgau ist der Richard-Vogt-Weg nach ihm benannt.